# Ángel Lanchas
Ángel Lanchas Rico (Méntrida, Toledo, 11 de noviembre de 1950) es un exfutbolista español que jugaba como defensa.

## Clubes
| Club                        | País   | Año     |
| --------------------------- | ------ | ------- |
| A. D. Plus Ultra            | España | 1969-72 |
| Castilla C. F.              | España | 1972-73 |
| Club Gimnàstic de Tarragona | España | 1973-74 |
| U. D. Salamanca             | España | 1974-77 |
| R. C. D. Espanyol           | España | 1977-82 |

## Internacionalidades
- 1 vez internacional con España.
- Debutó con la selección española en Gijón el 29 de marzo de 1978 contra Noruega.